# Acker Bilk
Bernard Stanley "Acker" Bilk MBE (Pensford, Inglaterra, 28 de janeiro de 1929 — Bath, 2 de novembro de 2014) foi um clarinetista de jazz do britânico.

## Discografia

### Álbuns
| Lançamento | Albuns                                                               | UK Charts | Selo                   |
| ---------- | -------------------------------------------------------------------- | --------- | ---------------------- |
| 1960       | The Seven Ages of Acker                                              | 6         | Columbia               |
| 1960       | Omnibus                                                              | 14        | Pye                    |
| 1961       | Acker                                                                | 17        | Columbia               |
| 1961       | Golden Treasury of Bilk                                              | 11        | Columbia               |
| 1961       | The Best of Barber and Bilk (with Chris Barber)                      | 4         | Pye                    |
| 1961       | The Best of Barber and Bilk Volume 2 (with Chris Barber)             | 8         | Pye                    |
| 1962       | Stranger on the Shore                                                | 6         | Columbia               |
| 1962       | The Best of Ball, Barber and Bilk (with Kenny Ball and Chris Barber) | 1         | Pye                    |
| 1963       | A Taste of Honey                                                     | 17        | Columbia               |
| 1965       | Together (with Bent Fabric)                                          | 17        | Atco                   |
| 1966       | Mood For Love                                                        | -         | Atco                   |
| 1966       | Mr Acker Bilk in Paris (with the Leon Young String Chorale)          |           | Atco                   |
| 1967       | London is my cup of tea                                              |           | Atco                   |
| 1968       | Blue Acker                                                           | -         | Columbia, Lake LACD218 |
| 1976       | The One for Me                                                       | 38        | Pye                    |
| 1977       | Sheer Magic                                                          | 5         | Warwick                |
| 1978       | Evergreen                                                            | 17        | Warwick                |

### EPs
| Lançamento | EP                                                     | UK Charts | Selo     |
| ---------- | ------------------------------------------------------ | --------- | -------- |
| 1958       | Mr. Acker Bilk Marches On                              | —         | Pye      |
| 1959       | Mister Acker Bilk Sings                                | —         | Pye      |
| 1959       | Master Acker Bilk                                      | —         | Esquire  |
| 1959       | Mister Acker Bilk and His Paramount Jazz Band Volume 1 | —         | Melodisc |
| 1959       | Mr. Acker Bilk Requests - Part 1                       | —         | Pye      |
| 1959       | Acker's Away                                           | —         | Columbia |
| 1959       | Mr. Acker Bilk Requests - Part 2                       | —         | Pye      |
| 1960       | Mister Acker Bilk and His Paramount Jazz Band Volume 2 | 50        | Melodisc |
| 1960       | Mister Acker Bilk and His Paramount Jazz Band Volume 3 | —         | Melodisc |
| 1960       | Mister Acker Bilk and His Paramount Jazz Band Volume 4 | —         | Melodisc |
| 1960       | The Seven Ages of Acker                                | —         | Columbia |
| 1960       | The Seven Ages of Acker Volume 2                       | —         | Columbia |
| 1960       | Clarinet Jamboree Part 1                               | —         | Columbia |
| 1961       | Acker Volume 1                                         | —         | Columbia |
| 1961       | Acker Volume 2                                         | —         | Columbia |
| 1962       | A Golden Treasury of Bilk 1                            | —         | Columbia |
| 1962       | Four Hits and a Mister                                 | —         | Columbia |
| 1962       | A Golden Treasury of Bilk Volume 2                     | —         | Columbia |
| 1962       | Band of Thieves                                        | —         | Columbia |
| 1962       | Mr. Acker Bilk's Lansdowne Folio - Volume 1            | —         | Columbia |
| 1963       | Bilk and Bossa                                         | —         | Columbia |
| 1963       | Four More Hits and a Mister                            | —         | Columbia |
| 1963       | Manana                                                 | —         | Columbia |
| 1964       | Snag It                                                | —         | Arc      |
| 1965       | Franklin Street Blues                                  | —         | Arc      |

### Singles
| Lançamento | Single                                   | UK | US  | Selo          |
| ---------- | ---------------------------------------- | -- | --- | ------------- |
| 1956       | "Dippermouth Blues"                      | —  | —   | Tempo         |
| 1960       | "Summer Set"                             | 5  | 104 | Columbia      |
| 1960       | "Marching Through Georgia"               | —  | —   | Pye           |
| 1960       | "White Cliffs of Dover"                  | 30 | —   | Columbia      |
| 1960       | "C.R.E. March"                           | —  | —   | Pye           |
| 1960       | "Blaze Away"                             | —  | —   | Pye           |
| 1960       | "Under the Double Eagle"                 | —  | —   | Pye           |
| 1960       | "El Abanico"                             | —  | —   | Pye           |
| 1960       | "Dardanella"                             | —  | 105 | Pye           |
| 1960       | "Gladiolus Rag"                          | —  | —   | Pye           |
| 1960       | "Buona Sera"                             | 7  | —   | Columbia/Atco |
| 1961       | "Sweet Elizabeth"                        | —  | —   | Columbia/Atco |
| 1961       | "That's My Home"                         | 7  | —   | Columbia/Atco |
| 1961       | "The Stars and Stripes Forever"          | 22 | —   | Columbia/Atco |
| 1961       | "Stranger on the Shore"                  | 2  | 1   | Columbia/Atco |
| 1962       | "Frankie and Johnny"                     | 42 |     | Columbia/Atco |
| 1962       | "Gotta See Baby Tonight"                 | 24 | —   | Columbia/Atco |
| 1962       | "Above the Stars"                        | –  | 59  | Columbia/Atco |
| 1962       | "Lonely"                                 | 14 | —   | Columbia/Atco |
| 1962       | "Limelight"                              | —  | 92  | Columbia/Atco |
| 1963       | "A Taste of Honey"                       | 16 | —   | Columbia/Atco |
| 1963       | "Only You (And You Alone)"               | —  | 77  | Columbia/Atco |
| 1963       | "Manana Pasado Manana"                   | —  | —   | Columbia/Atco |
| 1963       | "Moonlight Tango"                        | —  | —   | Columbia/Atco |
| 1963       | "The Harem"                              | —  | 125 | Columbia/Atco |
| 1964       | "Bustamento"                             | —  | —   | Columbia/Atco |
| 1964       | "Dream Ska"                              | —  | —   | Columbia/Atco |
| 1965       | "Mona Lisa"                              | —  | —   | Columbia/Atco |
| 1966       | "Petite Fleur"                           | —  | —   | Columbia/Atco |
| 1966       | "La Playa"                               | —  | —   | Columbia/Atco |
| 1967       | "The Girl with the Sun in Her Hair"      | —  | —   | Columbia/Atco |
| 1969       | "When I'm Away"                          | —  | —   |               |
| 1970       | "Thomas O'Malley Cat"                    | —  | —   |               |
| 1971       | "Irish Lullaby"                          | —  | —   |               |
| 1972       | "Burgundy Street"                        | —  | —   | Pye           |
| 1974       | "When I See You Smile Again"             | —  | —   | Pye           |
| 1975       | "Canios Tune"                            | —  | —   | Pye           |
| 1976       | "Homecoming"                             | —  | —   | Pye           |
| 1976       | "Good Morning"                           | —  | —   | Pye           |
| 1976       | "Aria"                                   | 5  | —   | Pye           |
| 1976       | "Incontro"                               | —  | —   | Pye           |
| 1977       | "Love Theme"                             | —  | —   | Pye           |
| 1977       | "Dancing in the Dark"                    | —  | —   | Pye           |
| 1978       | "Universe"                               | —  | —   | Pye           |
| 1978       | "Mister Men Theme"                       | —  | —   | Pye           |
| 1978       | "Theme from The Incredible Hulk"         | —  | —   | Pye           |
| 1979       | "Aranjuez Mon Amour"                     | —  | —   | Pye           |
| 1980       | "Song for Guy"                           | —  | —   | Piccadilly    |
| 1980       | "I Like Beer" (with Max Bygraves)        | —  | —   | Piccadilly    |
| 1980       | "You Say Something Nice About Everybody" | —  | —   | Piccadilly    |
| 1980       | "Verde"                                  | —  | —   | Piccadilly    |
| 1980       | "On Sunday"                              | —  | —   | Piccadilly    |
| 1981       | "Find a Way"                             | —  | —   | PRT           |